# Lenton, Nottinghamshire
Lenton är en stadsdel i Nottingham, i distriktet Nottingham, i grevskapet Nottinghamshire i England. Lenton var en civil parish fram till 1897 när blev den en del av Nottingham. Civil parish hade 10 957 invånare år 1891. Byn nämndes i Domedagsboken (Domesday Book) år 1086, och kallades då Lentone/Lentune.